# Aitzpelarreta

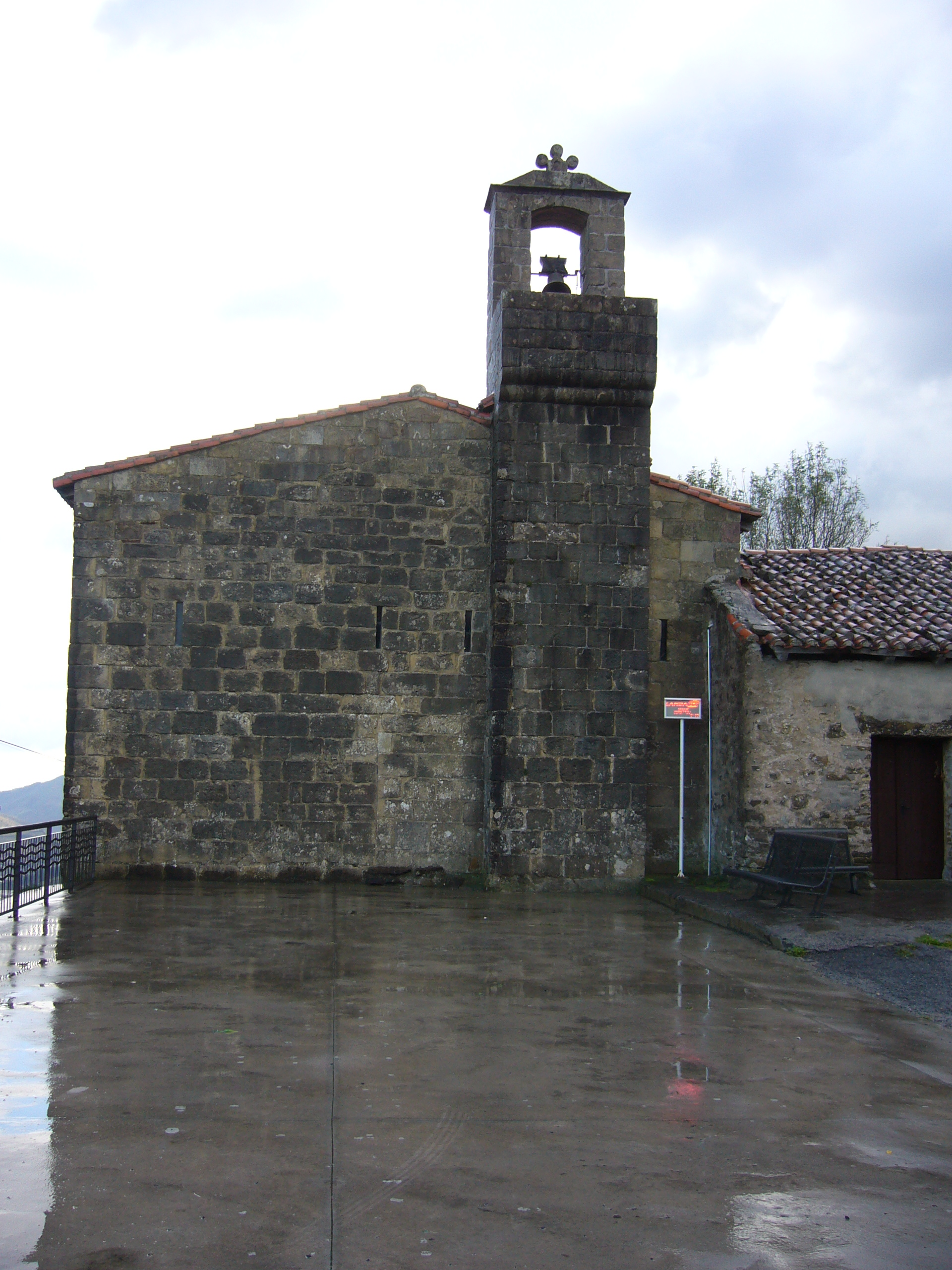
L'église d'Elkano été construite par les Jentilak d'Aitzpelarreta

Aitzpelarreta ou Aizpelarreta est un lieu de la mythologie basque. Situé dans le quartier d'Altzola à Aia au  Guipuscoa, Aitzpelarreta est plus exactement situé dans le parc naturel de Pagoeta, dans une forêt bordée par une série d'escarpements. La forêt est remplie de grands hêtres, d'ifs, d'érables et de noisetiers. Bien que le lieu soit escarpé, la présence de l'homme y a toujours été grande. 

## Mythologie basque
On note que plusieurs endroits dans la mythologie basque se situent dans ce quartier: la grotte d'Aizkultzeta, la ferme de Semeola, le rocher de Basajaun ou la pierre de Sanson.
Il y a aussi de nombreuses grottes et cavernes dans cette zone, ce qui favorise les légendes. Selon les légendes de la localité d'Aia, des Jentilak vivent à Aitzpelarretan. Ces derniers, des géants ayant de grandes forces, auraient transporté des pierres pour construire l'église San Pedro dans le quartier d'Elkano. On dit que les bergers auraient, à un moment donné, construit un mur pour bloquer les entrées de grottes.
Selon l'histoire qu'aime à raconter José Antonio Manterola, un fermier qui vit qui à la basseria « Elkano-bitarte », l'église d'Elcano fut construite en une seule nuit par trois Jentilak. Un des géants était boiteux, de sorte qu'il a été appelé "Kojua" (de cojo qui signifie « boiteux » en espagnol). Le travail ayant déjà été commencé, les deux autres compagnons ont commenté: "Il nous déranges ici." "Kojua", qui avait l'oreille très fine, a entendu, puis a répondu: "Oui, mais si je marche dans le chemin, je peux déjà prendre plus de trois cents kilos sur mes épaules".
Selon José Antonio Manterola, ces deux phrases courtes nous mettent en relation avec le monde de la mythologie basque, qui vient jusqu'à nous, à travers la tradition orale. Les Jentilak, qui sont des êtres d'une force phénoménale, émergent clairement dans la seconde des phrases citées, quand, à travers ces personnages mythologiques, il essaye d'expliquer l'existence de grands blocs de grès dans l'église de San Pedro. 
En fait, de telles pierres ne se trouvent pas dans la périphérie de ce village, il faut aller les chercher à Garatemendi. Alors, les Jentilak apparaissent comme par enchantement lorsqu'il faut expliquer comment le matériel a été emmené ici, afin d'édifier la paroisse de San Pedro. Un des Jentilak jetait des pierres du mont Garate. "Kojua", lui, les jetait depuis Arbastañaundi. Quant au troisième géant, il ramassait les blocs lancé par le boiteux, et avec celles-ci, il construisit l'église.